# Anisochilus siamensis
Anisochilus siamensis là một loài thực vật có hoa trong họ Hoa môi. Loài này được Ridl. mô tả khoa học đầu tiên năm 1911.